# Агрессия (биология)

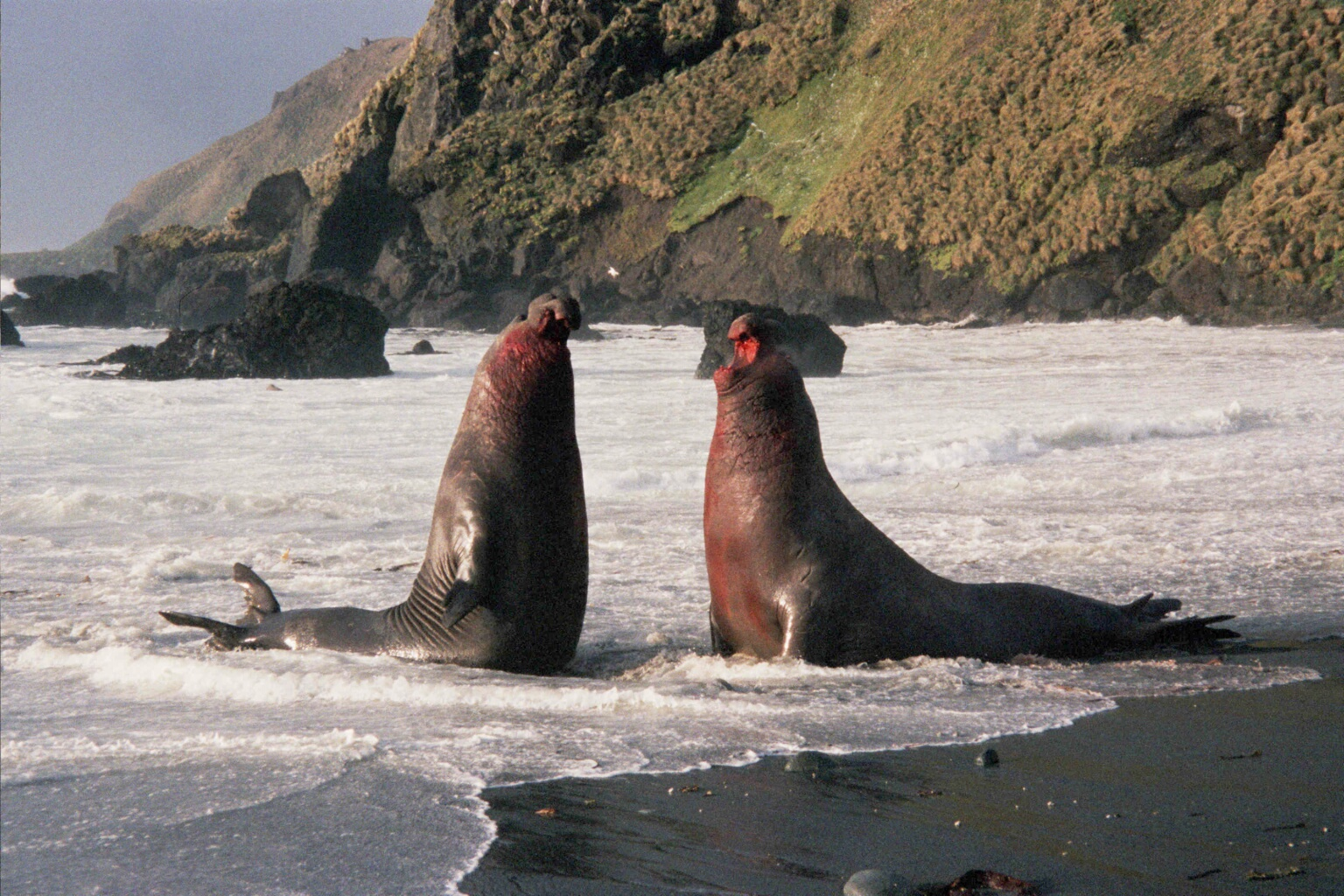
Драка за гарем у морских слонов

Агре́ссия, агресси́вное поведе́ние (фр. aggressif — «нападающий», «воинственный»; лат. aggredior — «нападаю») — поведение животных, выражающееся в нападении или угрозе нападения (агрессивных демонстрациях) на особей своего (реже чужого) вида, связанное с эмоциями страха или ярости, при защите своей территории, добычи, полового партнера, установления иерархии подчинения в стае и так далее.

## История исследования
Одним из видных исследователей агрессивного поведения животных выступал Конрад Лоренц.

## Спонтанность агрессии
Проанализировав поведение многих видов животных, Лоренц подтвердил вывод Фрейда, что агрессия не является лишь реакцией на внешние раздражители. Если убрать эти раздражители, то агрессивность будет накапливаться, а пороговое значение запускающего раздражения может снизиться вплоть до нуля. Примером такой ситуации у людей служит экспедиционное бешенство, возникающее в изолированных небольших коллективах людей, в которых доходит до убийства лучшего друга по ничтожному поводу.

## Переадресация агрессии
Если агрессия всё-таки вызвана внешним раздражителем, то она выплёскивается не на раздражитель (скажем, особь, находящуюся выше в иерархии), а переадресуется особям, находящимся ниже в иерархии или неодушевлённым предметам.

## Галерея
| Турнир такинов | Драка суррикатов | Бой нильгау | Бой жеребцов |
|                |                  |             |              |